# Djurö, Värmdö kommun
För andra betydelser, se Djurö.

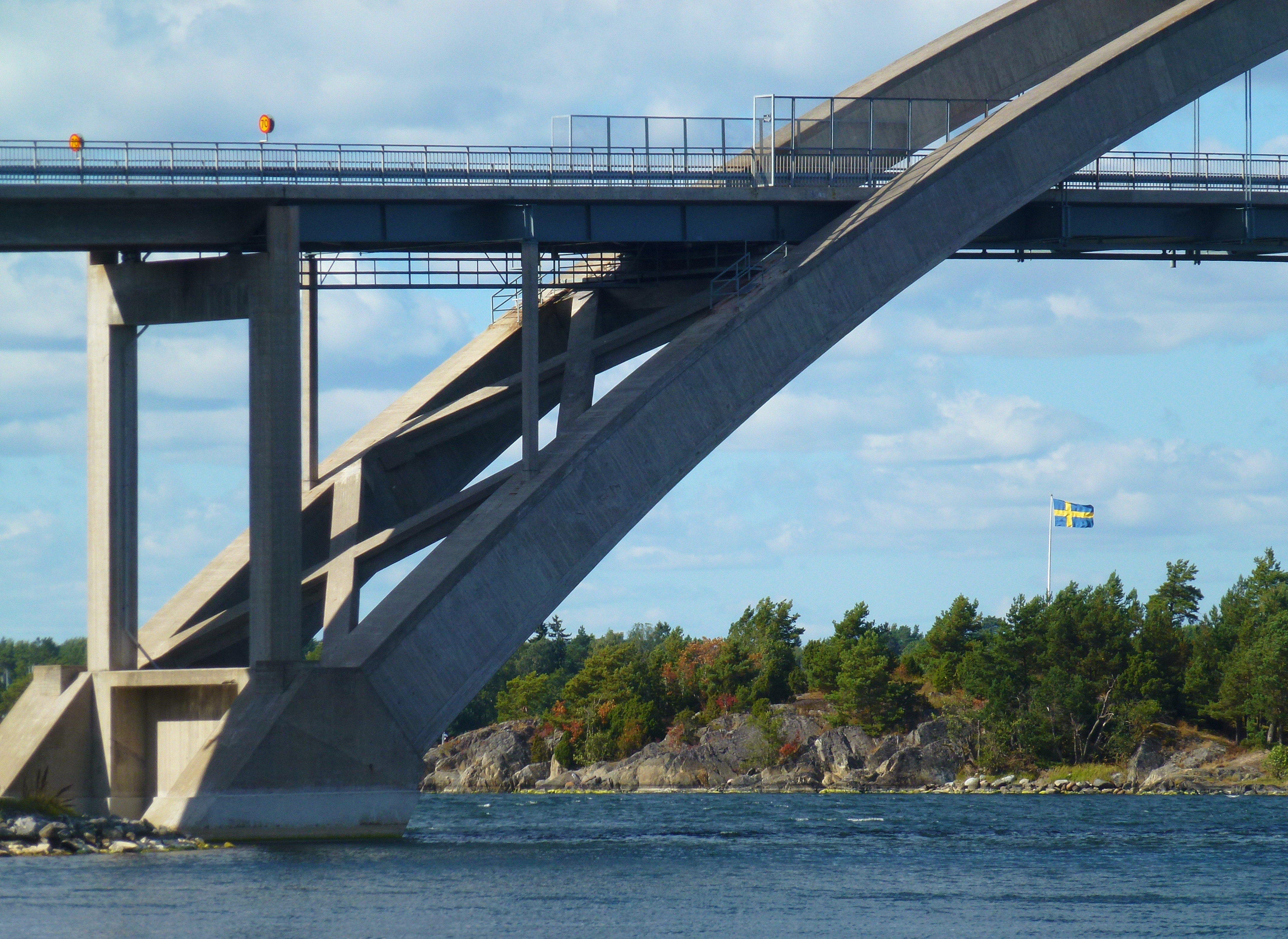
Djuröbron med Djurönäset i bakgrunden.

Djurö (postort Djurhamn) är en tätort i Värmdö kommun i Stockholms skärgård på ön Djurö. 
Djurö by avgränsades mellan år 1995 och 2015 av SCB som en separat småort som låg direkt norr om tätorten Djurö. 2015 kom småorten att utgöra en del av tätorten.

## Historia
Öns namn betyder "hjortön". På dess södra sida fanns redan under forntiden en utmärkt lagunhamn vars äldsta belagda bruk markeras av de förmodligen högmedeltida ortnamnen Kuggholmen och Kuggberget. På 1450-talet omnämns hamnen första gången i skrift och kallas Djurhamn. Trots att den gradvis grundades upp genom landhöjningen användes hamnen sedan flitigt av både danska och svenska örlogsflottor fram till omkring 1700. Därefter levde den kvar som ankringsplats för småskalig seglation. Ett av de många stora skepp som legat i Djurhamn var Riksvasa som 1623 tog eld, bogserades iväg från hamnen och sjönk ett par kilometer bort.
Djurö by är belagd från 1538 framåt. Det finns inga fornlämningar som tyder på att ön varit permanent bebodd före denna tid. Byn tillhörde Värmdö skeppslag som länge utgjordes av en enda socken. På grund av hamnverksamheten och det stora avståndet till Värmdö kyrka bildades 1683 en annexförsamling, Djurö socken som även omfattade Stavsnäs och Runmarö. Fast man hållit egna sockenstämmor långt tidigare blev inte Djurö socken fullt självständig förrän 1889. Egen kyrka fick man dock redan 1683, Djurö kyrka. 
Genom landhöjningen har Djurö under de senaste seklerna förenats med Skepparön/Djurönäset och Vindö via smala näs.
Djuröbron från Ramsmora vid Stavsnäs till Djurö blev färdig 1962. Det är en bågbro i betong med en spännvidd på 180 meter. 1974 förenades Djurö, Värmdö och Gustavsbergs kommuner i en storkommun som fick namnet Värmdö kommun och har Gustavsberg som centralort. 2002 slogs även Djurö församling samman med Möja och Nämdö församlingar.

### Befolkningsutveckling
| Befolkningsutvecklingen i Djurö 1970–2020                                                                    | Befolkningsutvecklingen i Djurö 1970–2020 | Befolkningsutvecklingen i Djurö 1970–2020 | Befolkningsutvecklingen i Djurö 1970–2020 | Befolkningsutvecklingen i Djurö 1970–2020 |
| --- | ----------------------------------------- | ----------------------------------------- | ----------------------------------------- | ----------------------------------------- |
| |                                           |                                           |                                           |                                           |
| År |                                           |                                           | Folkmängd                                 | Areal (ha)                                |
| 1970 | 1970                                      |                                           | 352                                       |                                           |
| 1975 | 1975                                      |                                           | 780                                       | 90                                        |
| 1980 | 1980                                      |                                           | 728                                       | 90                                        |
| 1990 | 1990                                      |                                           | 972                                       | 87                                        |
| 1995 | 1995                                      |                                           | 922                                       | 87                                        |
| 2000 | 2000                                      |                                           | 996                                       | 90                                        |
| 2005 | 2005                                      |                                           | 958                                       | 92                                        |
| 2010 | 2010                                      |                                           | 967                                       | 92                                        |
| 2015 | 2015                                      |                                           | 1 442                                     | 627                                       |
| 2020 | 2020                                      |                                           | 1 179                                     | 246                                       |
| Anm.: Ny tätort 1970. Sammanvuxen med Djurö by och Norra Vindö (Södra Vindö) 2015, Södra Vindö utbruten 2020 |                                           |                                           |                                           |                                           |

| Befolkningsutvecklingen i Djurö by 1995–2010       | Befolkningsutvecklingen i Djurö by 1995–2010 | Befolkningsutvecklingen i Djurö by 1995–2010 | Befolkningsutvecklingen i Djurö by 1995–2010 | Befolkningsutvecklingen i Djurö by 1995–2010 |
| -------------------------------------------------- | -------------------------------------------- | -------------------------------------------- | -------------------------------------------- | -------------------------------------------- |
|                                                    |                                              |                                              |                                              |                                              |
| År                                                 |                                              |                                              | Folkmängd                                    | Areal (ha)                                   |
| 1995                                               | 1995                                         |                                              | 112                                          | 86#                                          |
| 2000                                               | 2000                                         |                                              | 140                                          | 86#                                          |
| 2005                                               | 2005                                         |                                              | 151                                          | 86#                                          |
| 2010                                               | 2010                                         |                                              | 167                                          | 86#                                          |
| Anm.: Sammanvuxen med tätorten 2015. # Som småort. |                                              |                                              |                                              |                                              |

## Samhället
Djurö centrum består av en F–9-skola, sporthall, bibliotek, konditori, mode och, blomsteraffär, husdjursbutik, en livsmedelsbutik (ICA), Restaurang Björkås, Motorverkstan samt under sommaren även Restaurangen Sjöboden och Vita grindarna. 
I trakten finns även Djurönäsets restaurang.
På södra Djurö finns konferenshotellet Djurönäset.

## Kommunikationer
För att ta sig till Djurö tar man SL-buss nummer 434 eller 433 (433:an ska vara markerad Djurö och inte Stavsnäs). Det tar cirka en timme från Slussen i centrala Stockholm.

## Idrott
Djurö har en idrottsförening. Idrottsföreningen heter Djurö-Vindö IF. Djurö-Vindö IF:s herrfotbollslag spelar i division 7. Fotbollen spelas på Sjösalavallen i Stavsnäs. Innebandyn spelas i Djurö Sporthall.